# Rue du Docteur-Lancereaux
La rue du Docteur-Lancereaux est une voie du 8e arrondissement de Paris.

## Situation et accès
Elle commence place de Narvik (place traversée par l'avenue de Messine) et se termine rue de Courcelles. Longue de 280 mètres pour une largeur de 12, elle suit un axe est/ouest sur une centaine de mètres avant de prendre une direction nord-est/sud-ouest. La rue se situe dans le quartier de l'Europe, entre le parc Monceau et le boulevard Haussmann, situé juste au sud de la rue. 
Les rues de Messine et Louis-Murat y débouchent (coté nord de la rue).
Le quartier est desservi par les lignes de métro 9 et 13 à la station Miromesnil.

## Origine du nom

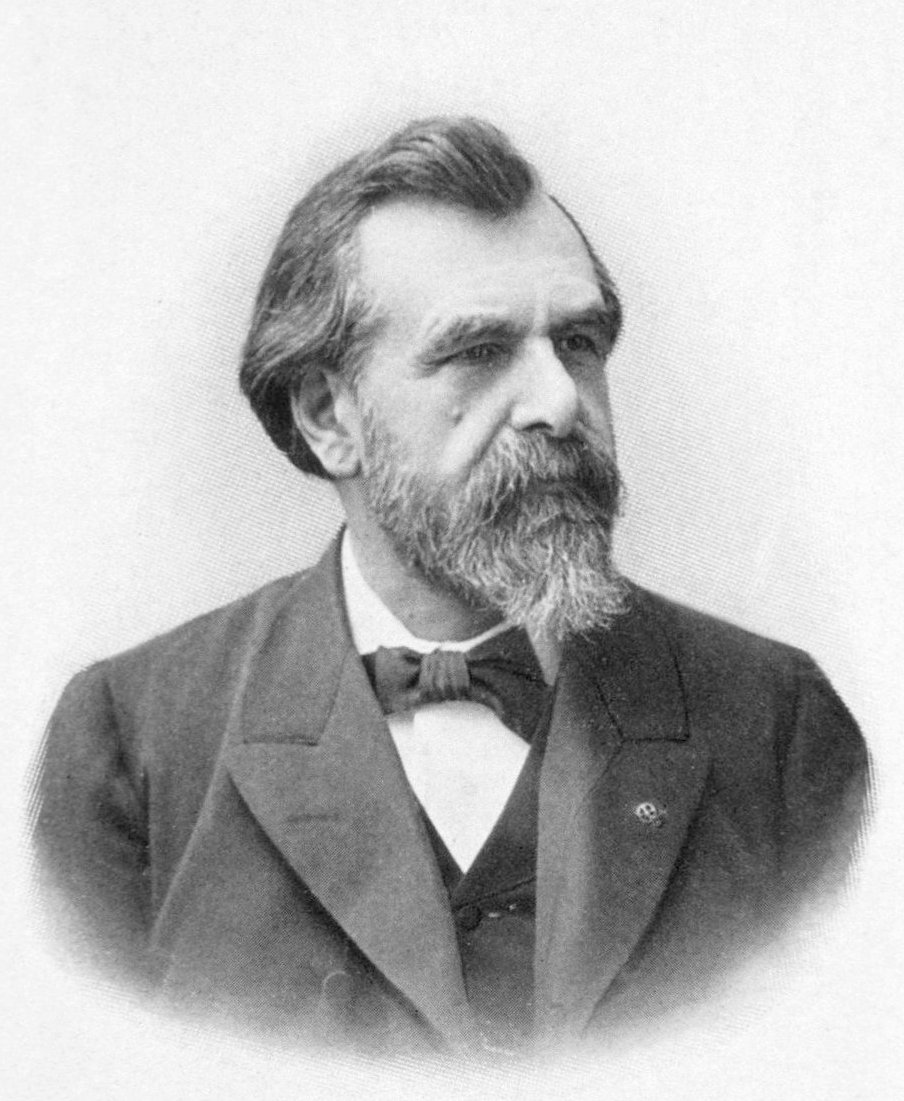
Étienne Lancereaux.

Elle porte le nom du docteur Étienne Lancereaux (1829-1910), membre de l'Académie de médecine, et mort dans le quartier, dans son hôtel du 44, rue de la Bienfaisance. 

## Historique
Cette voie occupe l'emplacement du « square de Messine » ouvert à la fin du XIXe siècle au niveau du 13, avenue de Messine et qui avait englobé l'« impasse Emery ». Il longeait, sur la droite, le fond des jardins du vaste hôtel du prince Murat, situé au 28, rue de Monceau, pour déboucher sur la rue de Courcelles au niveau des nos 32 à 40 en entraînant la démolition de plusieurs maisons anciennes.
La voie prit sa dénomination actuelle par un arrêté du 21 juillet 1934.

## Bâtiments remarquables et lieux de mémoire
- No 5 : Institut philanthropique fondé par le docteur Dupeyroux (en 1910)[2]. La cage d'escalier et tous les éléments de décor intérieur du premier étage sont protégés au titre des Monuments historiques[1].
  - Hôtel particulier dit Maison Opéra, construit en 1865-1870, attribué à l'architecte Charles Garnier en style Napoléon III. Propriété privée.
- No 19 : école des frères de Saint-Philippe (en 1910)[2].

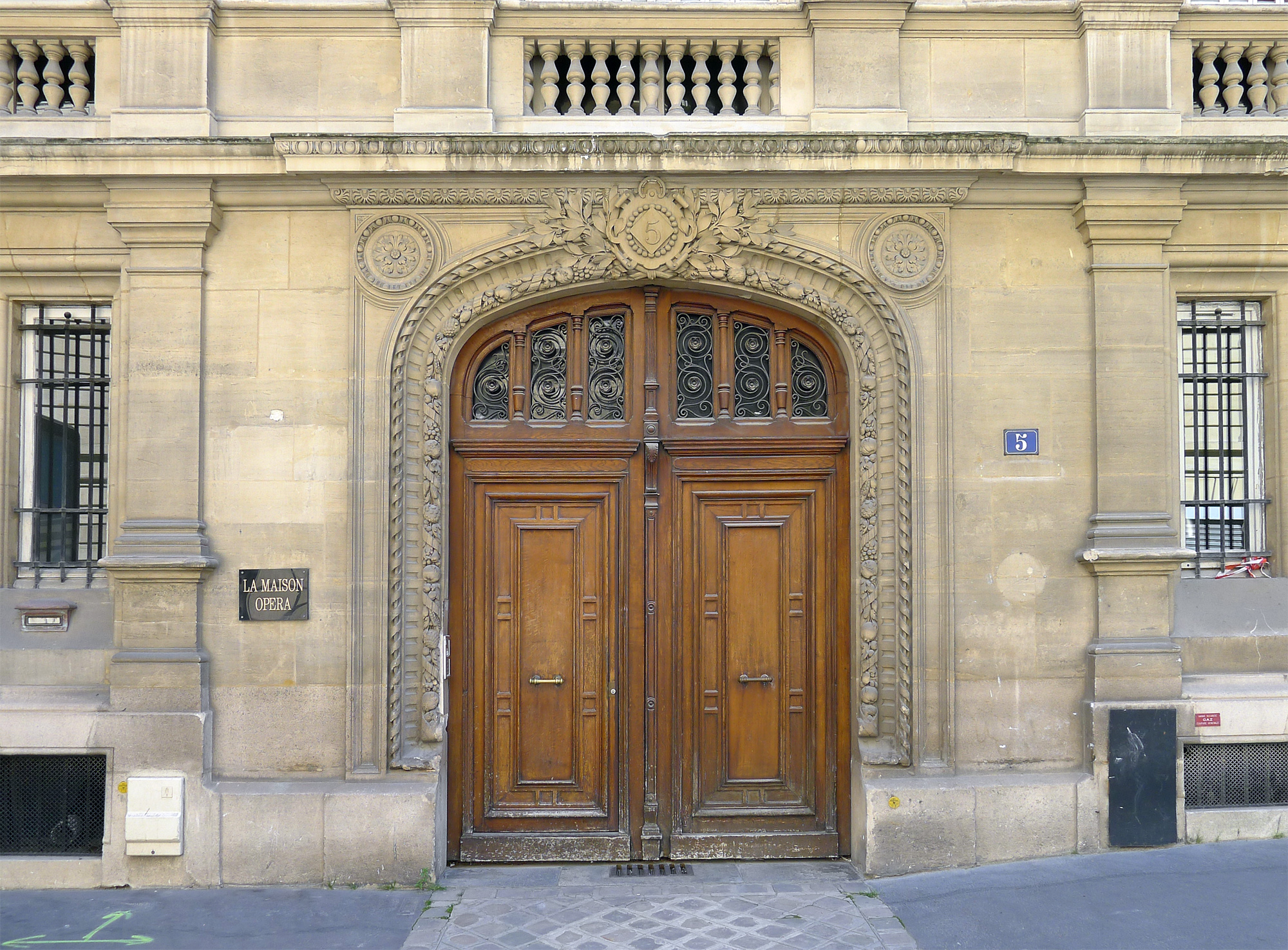
No 5 de la rue.

## La rue au cinéma
La rue a servi de décor à plusieurs scènes du film Les Femmes du 6e étage (2011) de Philippe Leguay, en particulier l'immeuble du n°13.
Des scènes de la mini-série Les Boussardel ont été tournées dans l’immeuble du no 5.